# Май (Верхневилюйский улус)
Май (якут.  ) — село в Верхневилюйском улусе Якутии России. Входит в состав Мейикского наслега. Население — 52 чел. (2021), 100 % жителей — якуты .

## География
Село расположено на северо-западе региона, в пределах географической зоны таёжных лесов Вилюйского плато Среднесибирского плоскогорья. К востоку от окраины села — цепочка небольших водоёмов.
Географическое положение
Расстояние до улусного центра — села Верхневилюйск — 56 км, до центра наслега — села Сайылык — 14 км..
Ближайшие населённые пункты: Липпе-Атах (8,36 км), Сайылык (11,52 км), Кулусуннах (14,29 км).
климат
В населённом пункте, как и во всем районе, климат резко континентальный, с продолжительным зимним и коротким летним периодами. Суммарная продолжительность периода со снежным покровом 6-7 месяцев в год. Среднегодовая температура составляет 11,1°С.

## История
Согласно Закону Республики Саха (Якутия) от 30 ноября 2004 года N 173-З N 353-III село вошло в образованное муниципальное образование Мейикский наслег.

## Население
| 2002 | 2010 | 2021 |
| ---- | ---- | ---- |
| 59   | ↗64  | ↘52  |

Национальный состав
Согласно результатам переписи 2002 года, в национальной структуре населения якуты составляли 100 % от общей численности населения в 59 чел..

## Инфраструктура
Животноводство (мясо-молочное скотоводство, мясное табунное коневодство).

## Транспорт
Проходит дорога местного значения.